# Saint-Désiré
 Saint-Désiré  là một xã ở tỉnh Allier thuộc miền trung nước Pháp.